# Ercole Spada

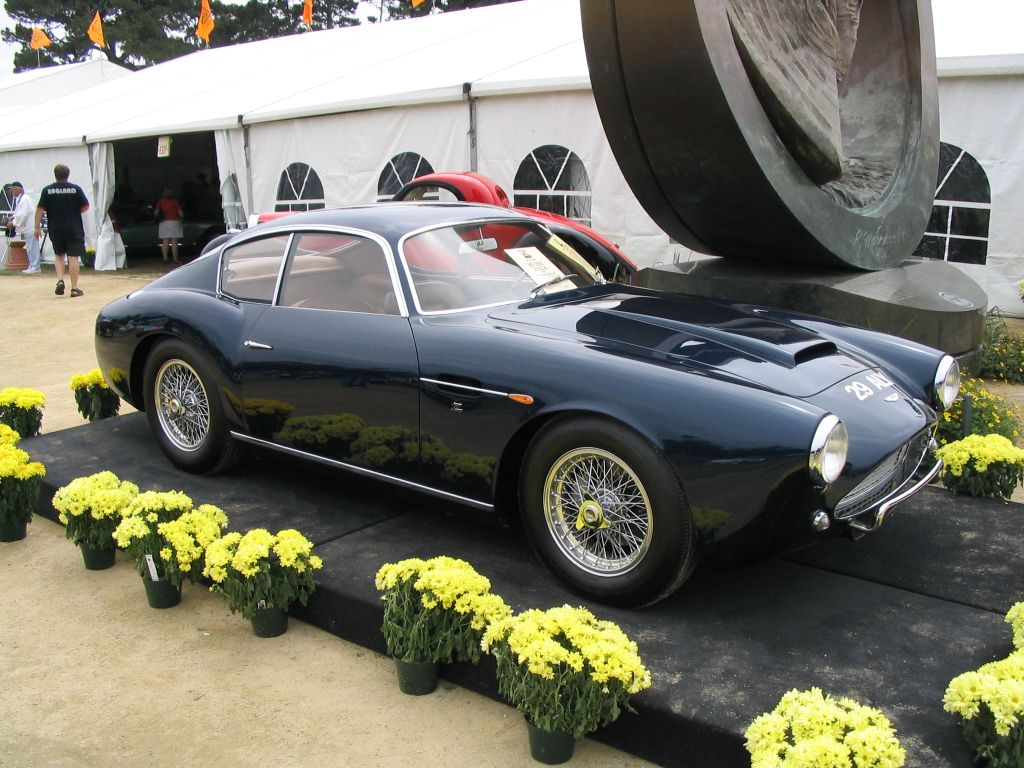
Spadas erstes Werk für Zagato: Der Aston Martin DB4GT Zagato

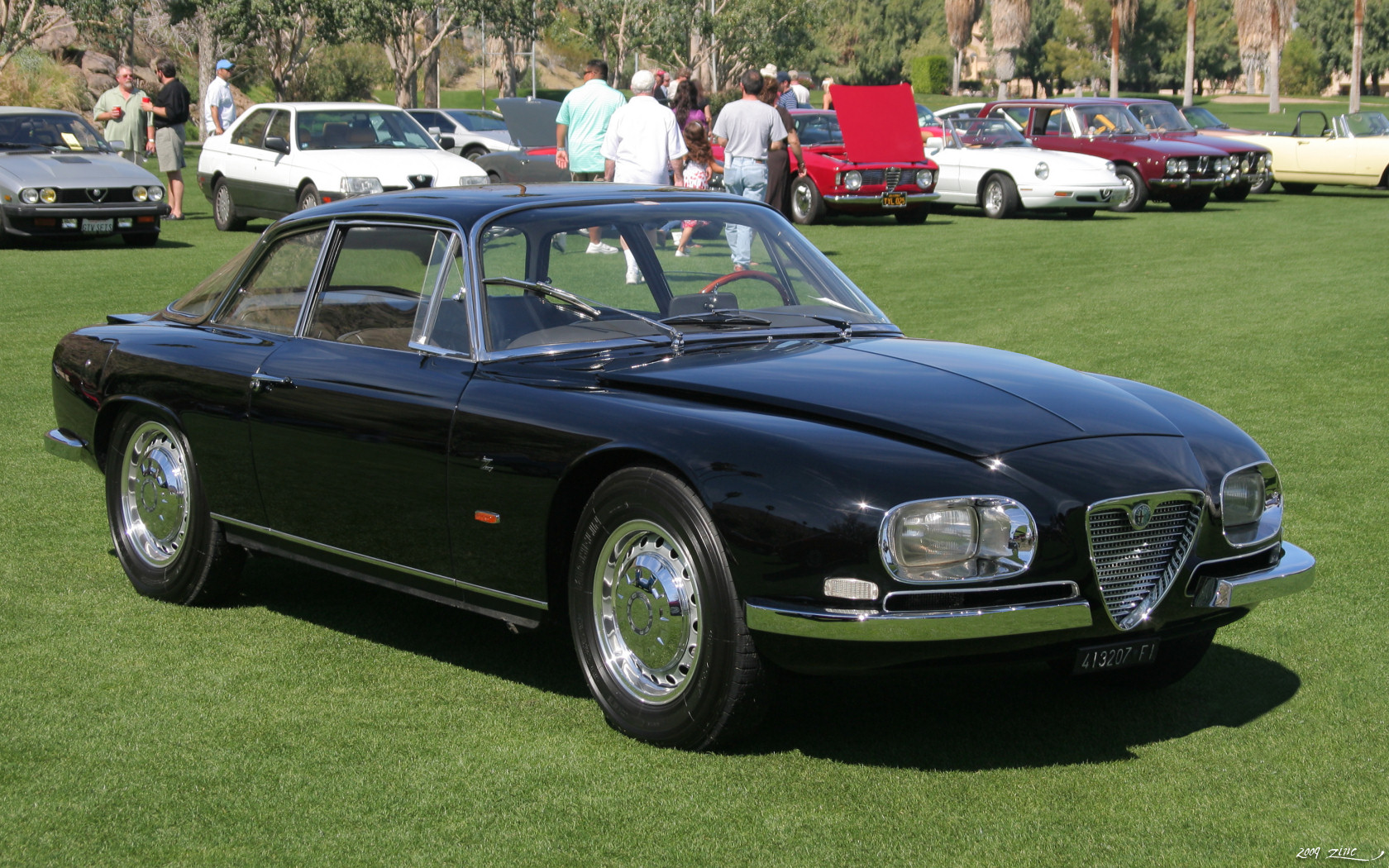
Alfa Romeo 2600 SZ (1962)

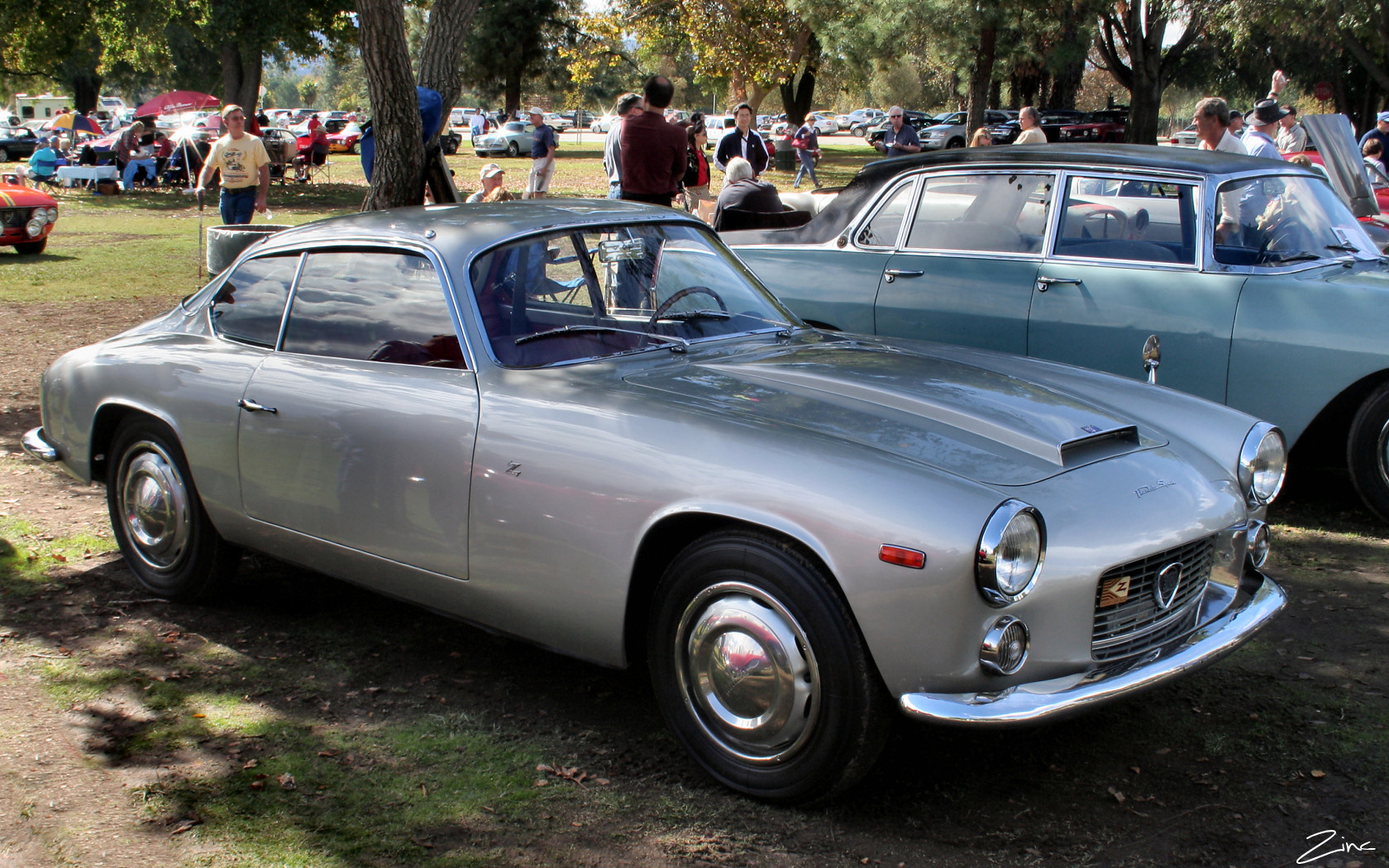
Lancia Flaminia Sport Zagato (1963)

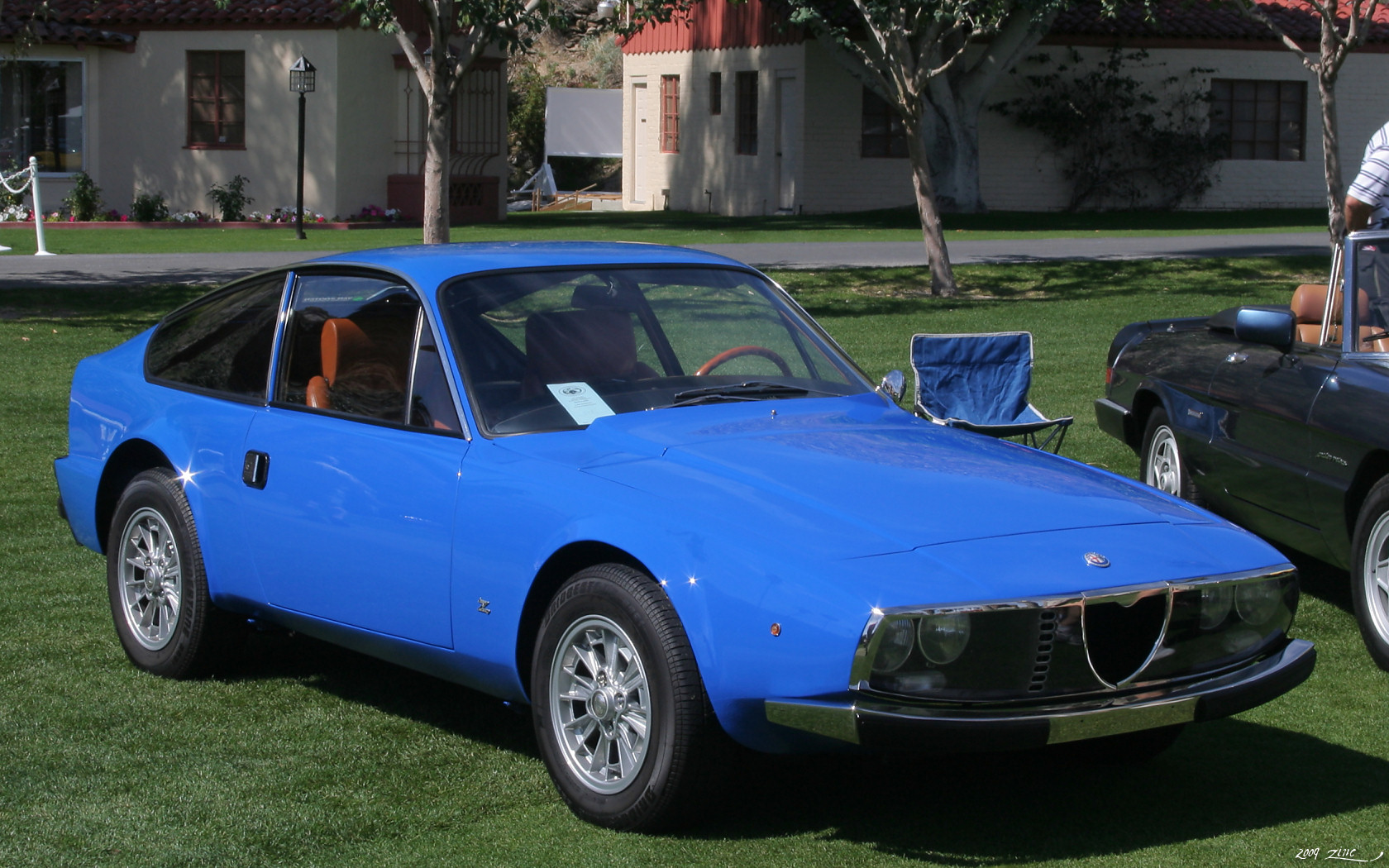
Alfa Romeo Junior Zagato (1969)

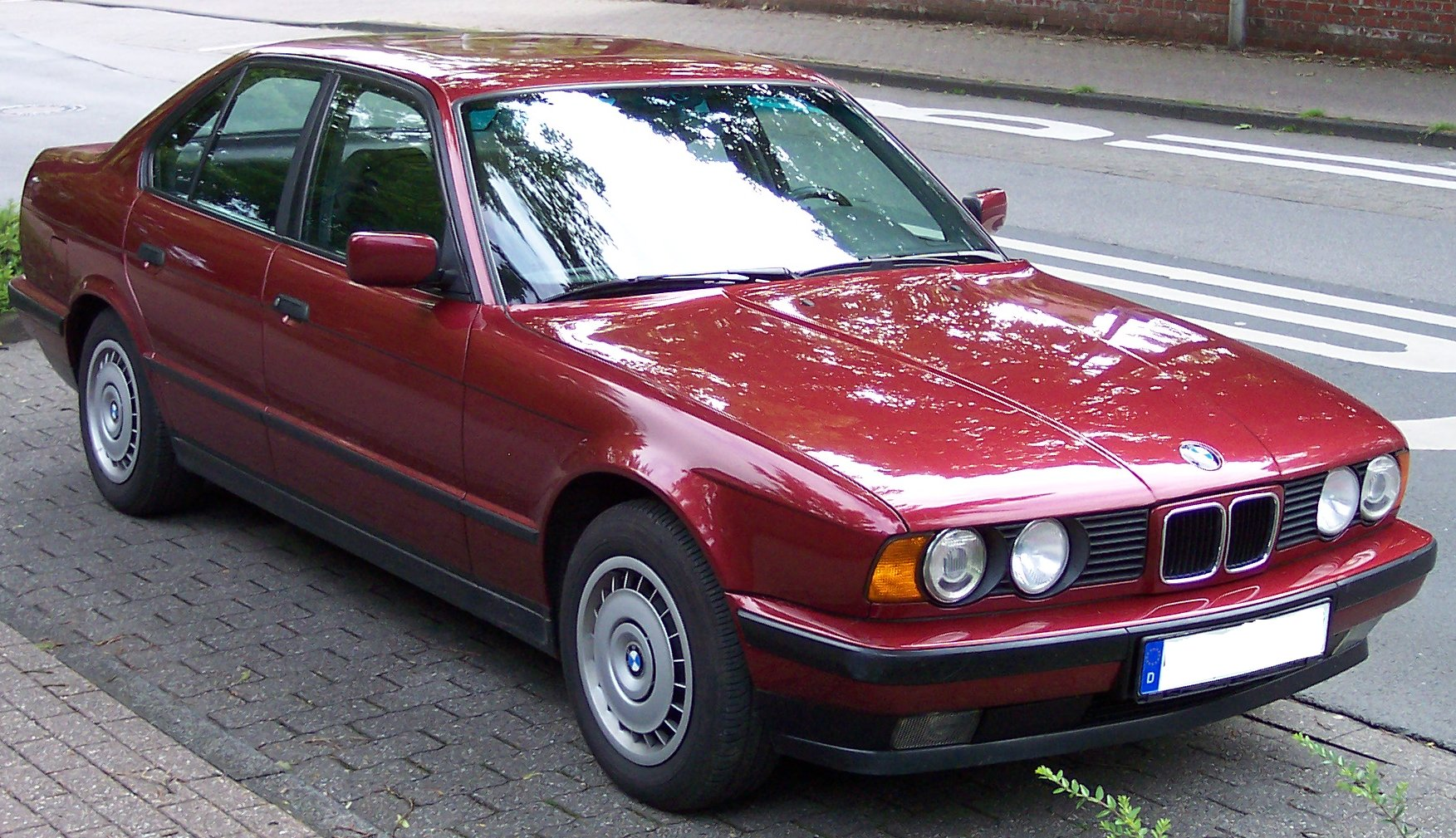
BMW 5er-Reihe (E34)

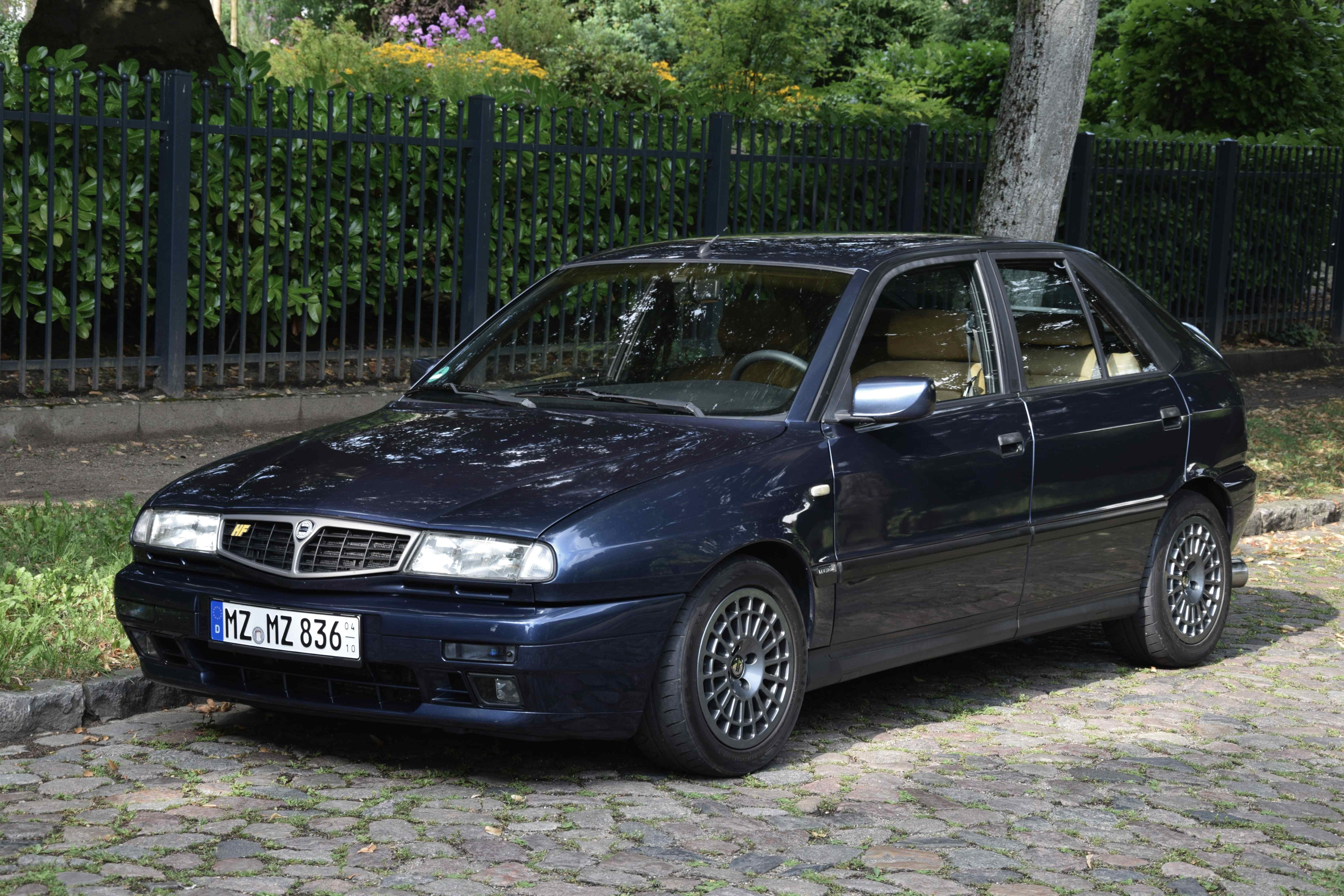
Design von I.DE.A: Lancia Delta Nuova (1993)

Ercole Spada (* 26. Juli 1937 in Busto Arsizio; † 3. August 2025 in Sestriere) war ein italienischer Automobildesigner, der ab 1960 zahlreiche italienische und deutsche Fahrzeuge gestaltet hat. In den 1960er Jahren war er Chefdesigner bei Zagato, später entwarf er für BMW und Fiat Karosserien für Großserienfahrzeuge. Zuletzt arbeitete er für das Designstudio Spadaconcept.

## Biografie
Spada wurde 1937 in der Lombardei geboren. Von 1956 bis 1960 machte er in Mailand eine Ausbildung zum Designer am Istituto Technico Industriale Feltrinelli. 1960 nahm er eine Tätigkeit für Zagato auf, die bis 1969 dauerte. Spada wurde bereits nach wenigen Monaten Chefdesigner des traditionsreichen Mailänder Karosserieherstellers. In dieser Zeit entwarf er für Zagato zahlreiche Sportwagen, die heute als Klassiker gelten. Vielfach wird Spada als Zagatos wichtigster Designer angesehen, der für die kreativste und erfolgreichste Zeit des Unternehmens verantwortlich war. Zu ihnen gehören der Alfa Romeo Junior Zagato, der Alfa Romeo 2600 SZ und der Lancia Fulvia Sport. Daneben entwarf Spada Einzelstücke oder Kleinstserienfahrzeuge für Aston Martin und Bristol.
1969 verließ Spada Zagato, um Chefdesigner der zum Ford-Konzern gehörenden Carrozzeria Ghia zu werden. Hier gestaltete er unter anderem den Ford GT70, einen nur in geringen Stückzahlen in Großbritannien produzierten Sportwagen. Von 1976 bis 1983 arbeitete Spada in Deutschland bei BMW. Zusammen mit dem 1976 neu ernannten Chefdesigner Claus Luthe entwarf Spada die zweite Generation des 7er-BMW (E32) und die dritte Generation von BMWs 5er-Reihe (E34).
Danach kehrte Spada nach Italien zurück. Er wurde Designchef des Turiner I.DE.A Institute, das in den 1980er Jahren zahlreiche Großserienfahrzeuge für den Fiat-Konzern gestaltete. Spadas Entwürfe bezogen sich hier in erster Linie auf die neu entwickelte Plattform des Fiat Tipo, von denen zahlreiche Ableger auch für die Marken Alfa Romeo und Lancia (Nuova Delta) entwickelt wurden. Spadas letzte Kreation für den Fiat-Konzern war der Alfa Romeo 166. Seine Kreationen werden als zeitlos elegant angesehen.
1992 begann Spada, erneut für Zagato zu arbeiten. In dieser Zeit entstanden eine Reihe von Einzelstücken oder Kleinstserienfahrzeugen für Ferrari und Aston Martin. 2006 gründete Spada mit seinem Sohn Paolo und Domiziano Boschi das in Turin ansässige Unternehmen Spadaconcept, das sich mit Automobil- und Industriedesign beschäftigt. Ercole Spada war zeitweise Präsident des Unternehmens.
Ercole Spada starb im August 2025 im Alter von 88 Jahren in Sestriere.

## Von Spada gestaltete Autos

### Zagato
- Alfa Romeo Giulietta Sprint Zagato (1960)
- Alfa Romeo 2600 SZ (1962)
- Alfa Romeo Giulia TZ (1962)
- Alfa Romeo Junior Zagato (1969)
- Aston Martin DB4 GT Zagato (1960)
- Bristol 407 GTZ Zagato (1961)
- Lancia Flavia Sport (1962)
- Flaminia Supersport (1963)
- Lancia Fulvia Sport (1965)
- Lancia Flavia Zagato (1967)
- Rover 2000 TCZ (1967)
- Volvo GTZ 2000 (1969)
- Ferrari FZ93 (1992, Basis Ferrari Testarossa)

### BMW
- BMW E32 (zweite Serie der 7er-Reihe, 1986–1994)
- BMW E34 (dritte Serie der 5er-Reihe, 1987–1996)

### I.DE.A
- Alfa Romeo 155 (1992–1998)
- Fiat Tipo (1988)
- Fiat Tempra (1990)
- Lancia Dedra (1989)
- Lancia Nuova Delta (1993–1999)
- Nissan Terrano II (1993–2004)
- Alfa Romeo 166 (1998–2007)

### Spadaconcept
- Spada TS Codatronca (2007)